# Commercial LEO Destination
Commercial LEO Destination — программа НАСА по созданию коммерческих космических станций на низкой околоземной орбите.

## Предыстория
В 2014 году НАСА запустило программу NextSTEP, целью которой было дополнение МКС новыми модулями. В 2020 Axiom Space выиграла контракт на 140 млн долларов на создание Сегмента Axiom, который после затопления МКС должен стать новой станцией. В связи с износом МКС, запущенной в 1998, НАСА планирует переход к коммерческому сектору на НОО к 2030, что позволит агентству перенаправить свои ресурсы на другие цели.

## История
Программа началась в марте 2021 года.
В декабре 2021 были выбраны три компании с которыми заключили контракты на разработку собственных станций. 

## Партнеры
| Компания                           | Станция         | Изображение | Год запуска | Количество модулей | Расчетный экипаж | Примечание                                                                   |
| NextSTEP                           | NextSTEP        | NextSTEP    | NextSTEP    | NextSTEP           | NextSTEP         | NextSTEP                                                                     |
| ---------------------------------- | --------------- | ----------- | ----------- | ------------------ | ---------------- | ---------------------------------------------------------------------------- |
| Axiom Space                        | Сегмент Axiom   |             | 2026        | 3-4                |                  | Получила контракт по предыдущей программе NextSTEP.                          |
| Commercial LEO Destination 1       |                 |             |             |                    |                  |                                                                              |
| Northrop Grumman                   | —               |             | —           | —                  | —                |                                                                              |
| Blue Origin и Sierra Space         | Орбитальный риф |             | 2025+       | —                  | 10               |                                                                              |
| Voyager Space, Airbus и Mitsubishi | Starlab         |             | 2028        | 2                  | 4                | Международный проект. Планируется запустить с помощью одного пуска Starship. |